# Oecophorinae
Sous-famille
Les Oecophorinae sont une sous-famille d'insectes de l'ordre des lépidoptères (papillons).

## Liste des genres représentés en Europe
- Carcina Hübner 1825
- Crossotocera Zerny 1930
- Alabonia Hübner 1825
  - dont Alabonia geoffrella, l'Œcophore nervurée
- Aplota Stephens 1834
- Batia
- Bisigna
- Borkhausenia
- Buvatina
- Callimodes
- Crassa
- Dasycera
- Decantha
- Denisia
- Endrosis Hübner 1825 
  - dont Endrosis sarcitrella, la Teigne de la colle
- Epicallima
- Eratophyes
- Esperia Hübner 1825
  - dont Esperia sulphurella, la Dasycère soufrée
- Fabiola
- Goidanichiana
- Harpella
- Herrichia
- Hofmannophila avec la seule espèce Hofmannophila pseudospretella, la Teigne des semences
- Holoscolia Zeller 1839
- Kasyniana
- Metalampra
- Minetia Leraut 1991
- Oecophora
- Pleurota Hübner 1825
- Pseudocryptolechia
- Schiffermuelleria
- Tachystola

## Liste des genres représentés hors d'Europe
- Acanthodela
- Aeolothapsa
- Ageletha
- Barrea
- Chrysonoma
- Izatha (en) (Izatha peroneanella)
- Tymbophora (Tymbophora peltastis)

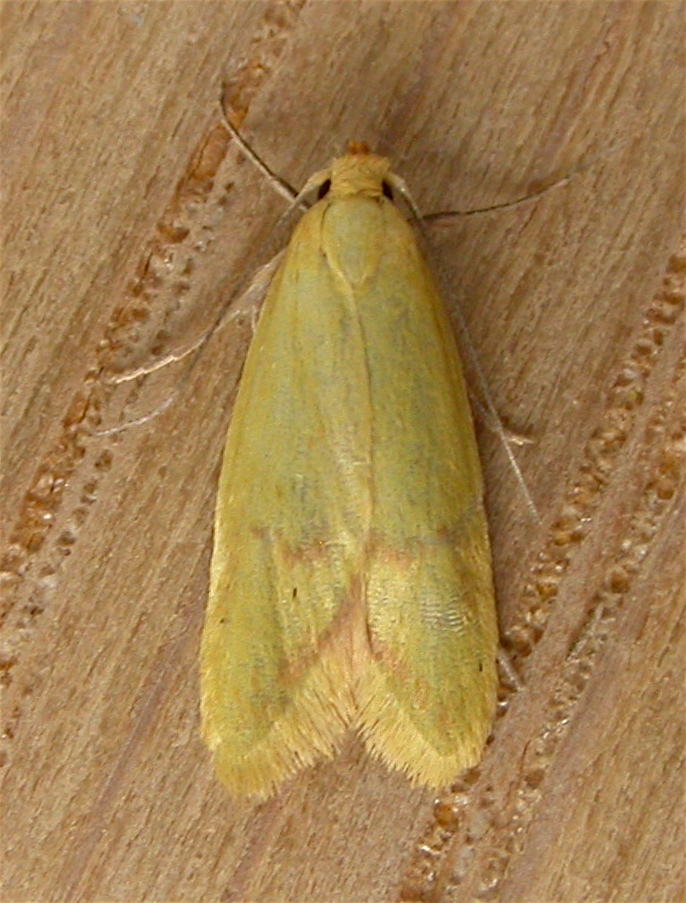
Aeolothapsa malacella